# Іванівка (Кетрисанівська сільська громада)
Іва́нівка — село в Україні, у Кетрисанівській сільській громаді Кропивницького району Кіровоградської області. Населення становить 67 осіб. Орган місцевого самоврядування — Кетрисанівська сільська рада.

## Населення
Згідно з переписом УРСР 1989 року чисельність наявного населення села становила 119 осіб, з яких 51 чоловік та 68 жінок.
За переписом населення України 2001 року в селі мешкало 67 осіб.

### Мова
Розподіл населення за рідною мовою за даними перепису 2001 року:
| Мова       | Відсоток |
| ---------- | -------- |
| українська | 94,03 %  |
| молдовська | 4,48 %   |
| російська  | 1,49 %   |